# قائمة شركات التسجيلات
قائمة تحوي العديد من شركة تسجيلات.

## قائمة
- أبراكساس
- إيمي
- أميغا
- زواج تراكبي
- الفنون